# Система Хепбёрна
Систе́ма Хе́пбёрна (яп. ヘボン式 хэбон-сики, англ. the Hepburn romanization system) — набор правил для транскрибирования японского языка при помощи латинского алфавита, популяризированный Джеймсом Кёртисом Хепбёрном, протестантским священником, и использованный для его японско-английского словаря, изданного в 1867 году. Позже эта система была несколько пересмотрена, получив название 修正ヘボン式 Сю: сэй Хэбон-сики. Также этот пересмотренный вариант системы иногда называют 標準式 Хё: дзюн-сики — «стандартная система».
Первоначальный и пересмотренный варианты Хепбёрновской системы по сей день остаются наиболее популярными способами латинизации японского языка. Для англоговорящего человека они дают наиболее полное представление о произношении слов в современном японском.

## Юридический статус
Система Хепбёрна основывается на английской фонологии, а не на японской, и потому встретила определённое сопротивление в самой Японии. В частности, 21 сентября 1937 года японское правительство издало указ, которым объявило обязательной к использованию в любых целях другую систему, ныне известную как кунрэй-сики. Этот указ был отменён главнокомандующим американских войск после оккупации Японии в 1945 году и вновь введён в действие (в несколько изменённом варианте) через два года после окончания оккупации, — в 1954.
В 1972 году пересмотренный вариант системы Хепбёрна был объявлен американским государственным стандартом ANSI Z39.11-1972. В 1989 — предложен как кандидат на стандарт ISO 3602, однако вместо Хепбёрновской системы этим стандартом была признана кунрэй-сики. 6 октября 1994 года был отозван и стандарт Z39.11-1972.

## Стандартные варианты системы Хепбёрна
Существует три стандартных варианта:
- традиционная система Хепбёрна (traditional Hepburn), в которой долгие гласные и слоговая н записываются разными способами;
- пересмотренная система Хепбёрна (revised Hepburn), построенная на правилах традиционной системы, в которой, в отличие от последней, отменена запись слогового н как m перед некоторыми согласными и структуризована запись долгих гласных. Это самая распространённая система латинизации на сегодня.
- модицифированная система Хепбёрна (modified Hepburn), в которой снова изменены правила записи долгих гласных и слоговой н. Используется в некоторых словарях, но в обычном употреблении почти не встречается. (Нужно иметь в виду, что в англоязычных текстах под термином «modified Hepburn» иногда может пониматься пересмотренная система Хепбёрна (revised Hepburn)).

## Правила системы Хепбёрна

### Основные слоги и слоги с мягкими согласными
| あ / ア а  | い / イ i   | う / ウ u   | え / エ e  | お / オ o  |                 |                 |                 |
| か / カ ka | き / キ ki  | く / ク ku  | け / ケ ke | こ / コ ko | きゃ / キャ kya | きゅ / キュ kyu | きょ / キョ kyo |
| さ / サ sa | し / シ shi | す / ス su  | せ / セ se | そ / ソ so | しゃ / シャ sha | しゅ / シュ shu | しょ / ショ sho |
| た / タ ta | ち / チ chi | つ / ツ tsu | て / テ te | と / ト to | ちゃ / チャ cha | ちゅ / チュ chu | ちょ / チョ cho |
| な / ナ na | に / ニ ni  | ぬ / ヌ nu  | ね / ネ ne | の / ノ no | にゃ / ニャ nya | にゅ / ニュ nyu | にょ / ニョ nyo |
| は / ハ ha | ひ / ヒ hi  | ふ / フ fu  | へ / ヘ he | ほ / ホ ho | ひゃ / ヒャ hya | ひゅ / ヒュ hyu | ひょ / ヒョ hyo |
| ま / マ ma | み / ミ mi  | む / ム mu  | め / メ me | も / モ mo | みゃ / ミャ mya | みゅ / ミュ myu | みょ / ミョ myo |
| や / ヤ ya |             | ゆ / ユ yu  |            | よ / ヨ yo |                 |                 |                 |
| ら / ラ ra | り / リ ri  | る / ル ru  | れ / レ re | ろ / ロ ro | りゃ / リャ rya | りゅ / リュ ryu | りょ / リョ ryo |
| わ / ワ wa |             |             |            | を / ヲ wo |                 |                 |                 |
| ん / ン n  |             |             |            |            |                 |                 |                 |
|            |             |             |            |            |                 |                 |                 |
| が / ガ ga | ぎ / ギ gi  | ぐ / グ gu  | げ / ゲ ge | ご / ゴ go | ぎゃ / ギャ gya | ぎゅ / ギュ gyu | ぎょ / ギョ gyo |
| ざ / ザ za | じ / ジ ji  | ず / ズ zu  | ぜ / ゼ ze | ぞ / ゾ zo | じゃ / ジャ ja  | じゅ / ジュ ju  | じょ / ジョ jo  |
| だ / ダ da | ぢ / ヂ ji  | づ / ヅ zu  | で / デ de | ど / ド do | ぢゃ / ジャ ja  | ぢゅ / ジュ ju  | ぢょ / ジョ jo  |
| ば / バ ba | び / ビ bi  | ぶ / ブ bu  | べ / ベ be | ぼ / ボ bo | びゃ / ビャ bya | びゅ / ビュ byu | びょ / ビョ byo |
| ぱ / パ pa | ぴ / ピ pi  | ぷ / プ pu  | ぺ / ペ pe | ぽ / ポ po | ぴゃ / ピャ pya | ぴゅ / ピュ pyu | ぴょ / ピョ pyo |

### Расширенная катакана
Эти сочетания знаков используются в основном для передачи звучания слов на других языках. Многие из них не стандартизованы, а некоторые используются очень редко.
|          |          |          | イェ ye  |          |
|          | ウィ wi  |          | ウェ we  | ウォ wo  |
| ヷ va    | ヸ vi    |          | ヹ ve    | ヺ vo    |
| ヴァ va  | ヴィ vi  | ヴ vu    | ヴェ ve  | ヴォ vo  |
|          |          |          | シェ she |          |
|          |          |          | ジェ je  |          |
|          |          |          | チェ che |          |
|          | ティ ti  | トゥ tu  |          |          |
|          |          | テュ tyu |          |          |
|          | ディ di  | ドゥ du  |          |          |
|          |          | デュ dyu |          |          |
| ツァ tsa | ツィ tsi |          | ツェ tse | ツォ tso |
| ファ fa  | フィ fi  |          | フェ fe  | フォ fo  |
|          |          | フュ fyu |          |          |

## Особенности записи
Как уже упоминалось, система Хепбёрна построена на английской фонологии — то есть при записи не следует орфографии японской каны, и ставит целью передать современное звучание того или иного слога, вне зависимости от его положения в таблице годзюон (скажем, слог つ, хотя и принадлежит к ряду «та» и столбцу «у», то есть формально представляет собой слог «ту», в современном японском языке произносится как цу, и потому в системе Хепбёрна пишется как tsu).

### Грамматические частицы
Прочтение знаков каны иногда изменяется, когда они используются в качестве частиц, падежных показателей или показателей направления. Система Хепбёрна отражает изменение в произношении:
- へ he, когда используется как грамматический показатель, записывается как e;
- は ha, когда используется как частица, записывается как wa;
- を wo, когда используется как падежный показатель, записывается как o.

### Долгие гласные
В традиционной и пересмотренной системе Хепбёрна:
- долгота гласных o и u обозначается макроном, например, долгий o пишется как ō;
- в словах японского или китайского происхождения долгий гласный e пишется как ei;
- в словах японского или китайского происхождения долгий гласный i пишется как ii;
- в заимствованных словах все долгие гласные также обозначаются макронами.

В модифицированной системе Хепбёрна:
- долгота всех гласных обозначается удвоением гласной, например, долгий o пишется как oo.
  - буквосочетание ei используется в случаях, когда эти гласные произносятся как разные звуки, например, в слове supein — «Испания» («Spain»).

### Слоговаяn
В традиционной системе:
- слоговая n (ん) пишется как n перед согласными, но как n' (с апострофом) перед гласными и y. Перед согласными b, m, и p пишется как m.

В пересмотренной системе:
- перед b, m, и p пишется как n. Перед гласными и y по-прежнему пишется n' (с апострофом).

В модифицированной системе:
- слоговая n всегда пишется как n с макроном (как долгие гласные в традиционной системе). Это позволяет отказаться от использования апострофов, но требует наличия специальных шрифтов.

### Двойные согласные
- Удвоение согласного звука в слоге обозначается удвоением соответствующей буквы, кроме sh→ssh, ch→tch.

### Вариации
Иногда можно встретить запись японских слов по системе Хепбёрна, но с некоторыми отклонениями в записи долгих гласных, например:
- Tôkyô: использование циркумфлексов вместо макронов. Часто используется, если в системе или текстовом процессоре нельзя ввести макрон. С распространением Юникода это отходит в прошлое.
- Tokyo: необозначение долготы. Часто происходит с полностью заимствованными названиями.
- Tohkyoh: обозначение буквой «h». Такая запись иногда называется «паспортный Хепбёрн», так как Министерство иностранных дел Японии разрешило её использование в паспортах.
- Toukyou: запись по орфографии каны ō как ou или oo и ū как uu. Иногда такую запись называют вапуро-ромадзи, так как именно в таком виде японский текст вводится в текстовый процессор при использовании латинской раскладки клавиатуры. Слово вапуро — аббревиатура от ва:до пуросэсса: — «word processor», то есть «текстовый процессор».

Некоторые лингвисты[кто?] выступают против системы Хепбёрна, говоря, что она не передаёт фонетические структуры, морфологию и спряжения японского языка. Сторонники системы[кто?] возражают, что она и не предназначалась для использования в качестве лингвистического инструмента.

### Использование системы Хепбёрна в русском языке
Авторы, не знакомые с традицией передачи японских слов кириллицей, часто могут использовать систему Хепбёрна для передачи японских слов. Часто это происходит несознательно, при использовании англоязычных источников. При этом сторонники системы Поливанова утверждают, что система Хепбёрна точно так же не передаёт звучания японских слогов, а всего лишь переводит неизбежную неточность в произношении в другую крайность, поскольку точная передача русскими буквами правильного японского произношения невозможна.
Например, согласная в слоге し си звучит похоже на русскую [щ], только, в отличие от неё, произносится кратко (русский слог [щи] фонетически одинаков с японским сочетанием «っし»), поэтому написание ши, в котором «ши» читается как [шы], слово искажается, так как теряется мягкость согласного, а звук [ы] скорее напоминает японский う у. На какой из русских звуков похожи согласные в слогах し си, じゅ дзю и ち ти, зависит от особенностей произношения каждого конкретного японца.
Система Поливанова сейчас является стандартом де-факто, она используется уже многие годы. В частности, японские слова, записанные этим методом, присутствуют практически во всех советских и российских учебниках, энциклопедиях (включая русскую Википедию), словарях (например, в Японско-русском словаре под редакцией Н. И. Фельдман или в японско-русских словарях серии «Concise» издательства «Сансэйдо») и географических атласах (для географических названий имеются исключения). Доля альтернативных транслитераций сравнительно мала и встречается в основном в блогах, форумах и публицистических материалах начинающих авторов, проживающих в Японии. Посольство Японии в России придерживается транслитерации по Поливанову.

### Проблемы использования системы Хепбёрна в русском языке
На данный момент часто можно встретить использование системы Хепбёрна в русском языке, в большинстве случаев это непрофессиональные статьи на любительских ресурсах. Обычно подобные написания являются следствием незнания русскоязычными авторами традиций транскрипции японских имён, и не допускаются профессиональными лингвистами. Однако многие непрофессиональные переводчики сознательно могут использовать этот подход, считая систему Хепбёрна более соответствующей правилам, чем систему Поливанова.
Часто эта проблема осложняется тем, что при выговаривании носителем языка слогов し, じ, ち произносится нечто среднее между «с» и «ш», «т» и «ч» и так далее, что вызывает споры, к каким русским аналогам эти звуки ближе. В вопросе с «с» и «ш» в системе Поливанова правильным был выбран вариант с буквой «с», а в системе Хепбёрна — с «sh». В англоязычной передаче фонетического звучания русского слова «счастье», IPA тоже советует использовать звук «sh». В 1938 году по заказу японского правительства было проведено всесторонние исследование системы Хепбёрна, и было решено отказаться от неё из-за слишком сильного использования в ней английской фонетики вместо японской. В итоге система Хепбёрна была заменена на собственноручно созданную японцами систему Кунрэй, где спорный звук записывался как si. Кунрэй был официальной системой и использовался повсеместно до 1945 года, когда оккупационный штаб сделал своим указом единственно правильной систему Хепбёрна. С этого времени кунрэй используется только в японском парламенте и государственных структурах. Этот факт часто используется как контраргумент к утверждению, что японцы произносят し именно как ши. Также в этой системе моры «цу» и «фу» передаются, вопреки системе Поливанова, как «tu» и «hu».
Существенным фактором также является неприспособленность системы Хепбёрна к русскому языку. Японист и создатель сайта susi.ru В. Смоленский ставит эту проблему одной из главных в этом вопросе, отмечая, что при переводе какого-либо японского текста на русский язык зачастую используются англоязычные материалы, что, при незнании спорной фонетики японского языка, ведёт к прямой кальке с английского варианта, в результате чего не используются те русские буквы, аналогов которым нет в английском алфавите — такие как «ё», «ц», «ю», «я» и так далее. В качестве аргументации он приводит тот факт, что система Хепбёрна отталкивается от английской фонетики, а не русской, и к тому же является системой, от которой сами японцы изначально отказались.

#### Примеры
Прежде всего это касается японских мягких свистящих звуков, которые передаются не как мягкие согласные (по Поливанову), а как шипящие:
- し си может записываться как ши или щи;
- じ дзи — как джи;
- ち ти — как чи.

Кроме того, могут наблюдаться орфографические отклонения:
- つ цу может записываться прямой калькой с английского tsu как тсу, хотя сочетание ts как раз и используется в английском для передачи звука [ц], отдельной буквы для которого в этом языке нет;
- по той же причине вместо гласных や я, よ ё, ゆ ю могут использоваться сочетания йа, йо, йу (передача よ как йо использовалась в системе Спальвина);. Также よ может записываться как ио из-за того, что в словах Токио и Киото よ передается именно таким образом.
- между согласными и йотированными гласными добавляется мягкий знак: きょ кё записывается как кьё или кьо: таким образом транскрибируется используемая в англоязычной записи буква «y»: «kyo».
- по той же причине между гласным и йотированным гласным добавляют букву «й»: かや кая записывается как кайя.
- долгота гласных может показываться через у: ほんとう хонто: записывается как хонтоу (то есть русский текст буквально следует транскрипции текста каной, что отражает принципы вапуро-ромадзи);
- после согласных, а иногда и в любых других позициях вместо буквы э используется буква е (как в системе Спальвина);